# Dawn Penn
Dawn Penn (Kingston, Jamaica, 11 de enero de 1952) es una cantante jamaicana de reggae. En sus inicios también incluía ritmos del género rocksteady, de moda entre 1967 y 1969 y precursor del reggae. Saltó a la fama por su sencillo «You Don't Love Me (No, No, No)» (1967).

## Discografía

### Álbumes
- No, No, No (1994)
- Come Again (1996)
- Never Hustle the Music (2004)
- Vintage (2010)
- EP (2011)
- Vintage 2 (2012)
- Conscious (2012)

### Sencillos
- "Long Days, Short Night" (1966)
- "You Don't Love Me" (1967)
- "Why Did You Lie" (1967)
- "You Don't Love Me (No, No, No)" (1994)
- "Night & Day" (1994)
- "What Do You Do?" (1995)
- "Looking for a Lion" (2003)
- "Growing Up" (2004)
- "Love the One You're With" (2005)
- "Broke My Heart" (2011)
- "To Sir with Love" (2011)
- "I'll Let You Go Boy" (2012)
- "I'll Get You" (2012)
- "Reality Check" (2013)
- "Music Is the Magic" (2014)
- "Chilling" (2015)